# Bildungssystem in Finnland

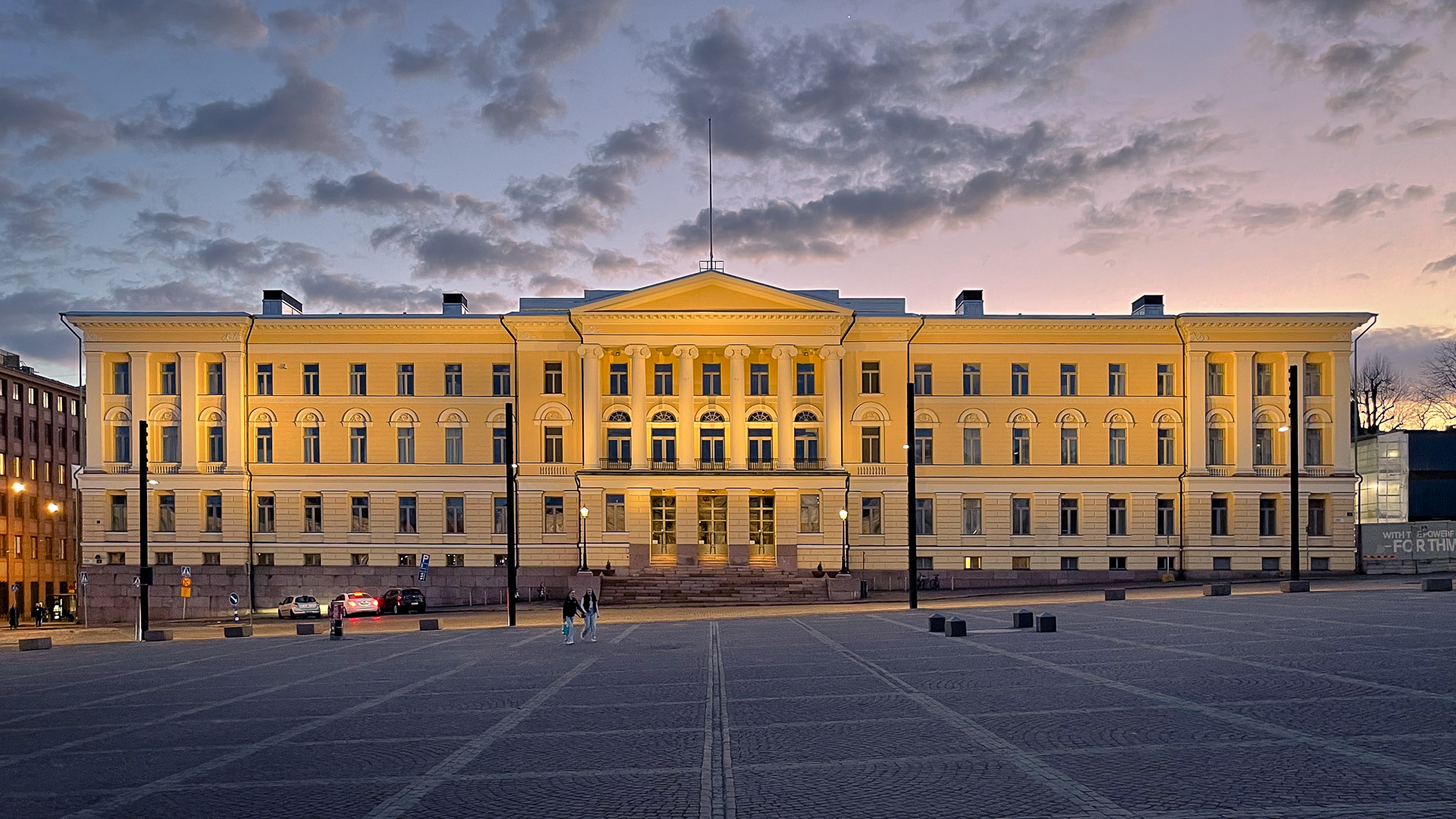
Hauptgebäude der Universität Helsinki

Das Bildungssystem in Finnland ist vorwiegend staatlich organisiert. Es gilt nach den PISA-Studien als vorbildlich und bescheinigt den Finnen ein hohes Ausbildungsniveau.

## Allgemeine Ziele und Daten
Zentrales Ziel ist es, die Bildungsmöglichkeiten für alle Bürger, unabhängig von Alter, Wohnort, wirtschaftlicher Situation, Geschlecht oder Muttersprache, zu gewährleisten. Der Unterricht ist dabei ebenso kostenlos wie soziale Leistungen, warmes Schulessen, Unterrichtsmaterial, Schulbücher für den Unterricht in Vorschule und Einheitsschule (Lernmittelfreiheit). Auch den Schülertransport gewährleistet der Bildungsträger.
In Finnland gibt es etwa 2700 Schulen (sinkende Tendenz) mit insgesamt etwa 900.000 Schülern, davon etwa 150.000 in der gymnasialen Oberstufe mit den Klassen 10 bis 12. An den finnischen Hochschulen studieren etwa 320.000 Studenten (Ausländeranteil: 6 %), davon an den finnischen Fachhochschulen etwa 153.000 Studenten (2020).
Die Grundlage gibt das Schulgesetz. Die Regierung beschließt die nationalen Ziele und Stundentafeln. Oberste Schulbehörde in Finnland ist das Bildungsministerium. Es gibt keine spezielle Aufsichtsbehörde. Festgesetzte Ziele und die statistische Erhebung ermöglichen eine effiziente Kontrolle über die Qualität. Die Rahmenpläne und Standards werden vom Zentralamt für Unterrichtswesen (finnisch Opetushallitus, schwedisch Utbildningsstyrelsen) vorgegeben. Die Koordinierung und Qualitätssicherung obliegt den Bildungseinrichtungen selbst.
Der Erfolg wurde seit 2000 in den PISA-Studien sichtbar, wobei die Führung in Europa inzwischen an Estland übergegangen ist.
Hervorzuheben ist die niedrige Analphabetenquote in Finnland, die bereits vor dem II. Weltkrieg mit weit unter 1 % die niedrigste weltweit war. In der russischen Zeit war Finnland noch besonders rückständig, teilweise gab es in dieser Phase nur kirchliche Wanderschulen.

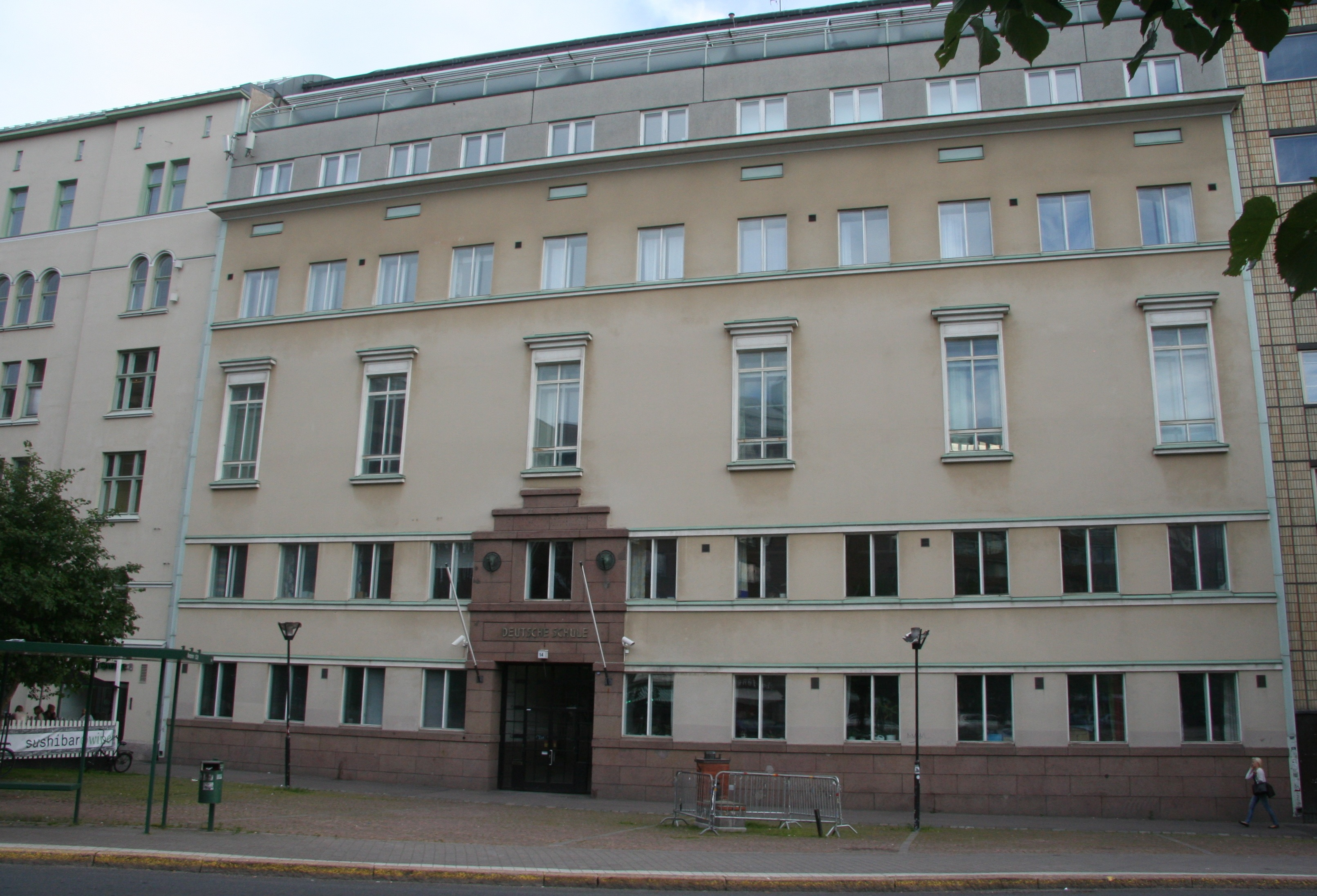
Deutsche Schule in Helsinki

Es gibt in Finnland nur ganz wenige Privatschulen, darunter z. B. Rudolf-Steiner-Schulen. Die älteste Privatschule ist die Deutsche Schule Helsinki. Internate wurden bewusst abgeschafft, um wohnortnahe Schulen anzubieten. Privatschulen dürfen kein Schulgeld erheben.
In Svenskfinland gibt es neben finnisch- auch schwedischsprachige Schulen. Die sprachlichen Minderheiten in Finnland haben ebenfalls ein Recht auf muttersprachlichen Unterricht neben Finnisch. In den samischen Verwaltungsbezirken ist eine „Grundschulbildung“ (bis Klasse 9) überwiegend in Nord-, Inari- und Skoltsamisch möglich, wenn die Erziehungsberechtigten es wünschen. Auch Flüchtlinge werden konsequent und erfolgreich in das Bildungssystem integriert.
In den Schulen wird entsprechend der beiden s.g. Volkskirchen lutherischer und orthodoxer Religionsunterricht angeboten. Etwa 85 % der Schüler nehmen am lutherischen Unterricht teil. Andere religiöse Gruppen haben theoretisch auch ein Angebotsrecht.
Laut einer OECD-Studie gab Finnland im Jahr 2015 6,8 % des Bruttoinlandsproduktes (BIP) aus, nach Schweden der zweithöchste Wert in der Welt. In Deutschland wurden zum Vergleich etwa 4,5 % des BIP für die Bildung investiert. Im Gegensatz zu Deutschland gibt Finnland mehr Geld für den Primarbereich aus. In Finnland hat eine Klasse eine durchschnittliche Stärke von gut 20 Schülern. In den ländlichen Gebieten im Norden und Nordosten gibt es häufig Klassen mit weniger als 10 Schülern.
Im November 2016 berichteten die Medien von einem Vorhaben der Bildungsbehörde, den bisherigen Fächerkanon abzuschaffen und durch einen phänomenenbasierten fächerübergreifenden Unterricht abzulösen. Es geht aber nur um einige Projektwochen im Schuljahr.

## Gliederung
| Akademisch                              | Berufsbildend                                   | Berufsbildend                            | Alter |
| --------------------------------------- | ----------------------------------------------- | ---------------------------------------- | ----- |
| Doktor Tohtori/Doktor                   | Berufsleben                                     | Berufsleben                              |       |
| Lizenziat Lisensiaatti/Licentiat        | Berufsleben                                     | Berufsleben                              |       |
| Master Maisteri/Magister                | Berufsleben                                     | Berufsleben                              |       |
| Bachelor Kandidaatti/Kandidat           | Fachhochschule Ammattikorkeakoulu/Yrkeshögskola | Berufsleben                              |       |
| Abitur Ylioppilastutkinto/Studentexamen | Berufsfachschule Ammattikoulu/Yrkesskola        | Berufsfachschule Ammattikoulu/Yrkesskola | 18–19 |
| Gymnasium Lukio/Gymnasium               | Berufsfachschule Ammattikoulu/Yrkesskola        | Berufsfachschule Ammattikoulu/Yrkesskola | 17    |
| Gymnasium Lukio/Gymnasium               | Berufsfachschule Ammattikoulu/Yrkesskola        | Berufsfachschule Ammattikoulu/Yrkesskola | 16    |
| Einheitsschule Peruskoulu/Grundskola    | Einheitsschule Peruskoulu/Grundskola            | Einheitsschule Peruskoulu/Grundskola     | 15    |
| Einheitsschule Peruskoulu/Grundskola    | Einheitsschule Peruskoulu/Grundskola            | Einheitsschule Peruskoulu/Grundskola     | 14    |
| Einheitsschule Peruskoulu/Grundskola    | Einheitsschule Peruskoulu/Grundskola            | Einheitsschule Peruskoulu/Grundskola     | 13    |
| Einheitsschule Peruskoulu/Grundskola    | Einheitsschule Peruskoulu/Grundskola            | Einheitsschule Peruskoulu/Grundskola     | 12    |
| Einheitsschule Peruskoulu/Grundskola    | Einheitsschule Peruskoulu/Grundskola            | Einheitsschule Peruskoulu/Grundskola     | 11    |
| Einheitsschule Peruskoulu/Grundskola    | Einheitsschule Peruskoulu/Grundskola            | Einheitsschule Peruskoulu/Grundskola     | 10    |
| Einheitsschule Peruskoulu/Grundskola    | Einheitsschule Peruskoulu/Grundskola            | Einheitsschule Peruskoulu/Grundskola     | 9     |
| Einheitsschule Peruskoulu/Grundskola    | Einheitsschule Peruskoulu/Grundskola            | Einheitsschule Peruskoulu/Grundskola     | 8     |
| Einheitsschule Peruskoulu/Grundskola    | Einheitsschule Peruskoulu/Grundskola            | Einheitsschule Peruskoulu/Grundskola     | 7–8   |
| Vorschule Esikoulu/Förskola             | Vorschule Esikoulu/Förskola                     | Vorschule Esikoulu/Förskola              | 6–7   |

Nach der vorschulischen Erziehung ist das Bildungssystem in Finnland in drei Stufen aufgeteilt:
- Untere Bildungsstufe (Einheitsschule)
- Mittlere Bildungsstufe (Abitur und Fachschulen)
- Obere Bildungsstufe (Universität und Hochschulen)

### Vorschulische Erziehung und Schulpflicht
Jedes finnische Kind hat bis zum Alter von drei Jahren Anspruch auf einen Kinderkrippenplatz. Eltern, die ihre Kinder selbstbetreuen, werden dafür finanziell belohnt. Für die Betreuung von Kindern stehen von Geburt bis zum 6. Lebensjahr Kindertagesstätten zur Verfügung. Obwohl 2001 schon ca. 90 Prozent der Sechsjährigen eine einjährige Vorschule besuchten, wurden die Gemeinden im selben Jahr dazu verpflichtet, allen Kindern einen Platz dafür einzuräumen. Die allgemeine Schulpflicht beginnt in dem Jahr, in dem das Kind das 7. Lebensjahr vollendet hat, und endet nach neun Jahren mit der Einheitsschule.

### Einheitsschule
Seit 1999 wird die Einheitsschule nicht mehr in sechs Unter- und drei Oberstufenklassen eingeteilt. Stattdessen wird in den ersten sechs Jahren der Unterricht von Klassenlehrern geleitet (etwa 3000 Schulen), in den letzten drei Jahren von Fachlehrern (etwa 600 Schulen).
Es gibt verbindliche Bildungsziele und Bewertungskriterien, die vom Opetushallitus festgelegt werden. Die Gemeinden und Schulen erstellen auf dieser Grundlage dann einen Lehrplan. Lehrer haben die Freiheit, eigene Lehrmaterialien einzusetzen und den Unterricht nach ihren eigenen Lehrmethoden zu gestalten. Es gibt keine Bewertung in Form von Noten von der ersten bis vierten Klasse. Ab der fünften darf benotet werden, erst ab der neunten müssen Noten in Verbindung mit einem Worturteil vergeben werden. Mindestens einmal im Jahr erhält jeder Schüler einen Bericht. Die Erfüllung der neunjährigen Pflichtschulzeit wird durch das Schuljahresendzeugnis der neunten Klasse zum Abschluss der Gesamtschule dokumentiert (ohne Prüfung). Mit diesem Zeugnis bewerben sich die Schüler an Oberstufenschulen (lukios) ihrer Wahl oder an Berufsfachschulen.
Der finnische Bildungsforscher Pasi Sahlberg beschreibt die finnische Schule mit den Worten, sie unterrichte weniger Stunden, biete mehr Ferien, fordere weniger Hausaufgaben, prüfe nur beim Abitur und basiere auf dem Sprichwort „Das ganze Dorf erzieht das Kind“. Nach neun Jahren kann fakultativ ein 10. Schuljahr besucht werden (etwa 1000 Schüler). Großer Wert wird auf Fremdsprachen und Sonderunterricht gelegt.

### Weiterführende Schulen
Nach dem Ende der Schulpflicht bestehen im Wesentlichen zwei Bildungswege. Nur 2,4 % verlassen die Schule. Über 90 Prozent aller Jugendlichen in Finnland erhalten nach drei weiteren Jahren eine Allgemeine Hochschulzugangsberechtigung (Abitur), in der allgemeinbildenden Form (Ylioppilastutkinto) oder in der beruflichen Bildung (Ammatillinen perustutkinto). In Deutschland erreichen das etwa 50 Prozent (vgl. Abiturientenquote). Um 1850 haben weniger als hundert Jungen das Abitur abgelegt, in den 1950er Jahren waren es etwa 4000 Jungen und Mädchen jährlich. Heute sind es etwa 35.000 Kandidaten.

#### Ausbildung auf der allgemeinbildenden Sekundarstufe II
Etwa 54 % aller finnischen Schüler (2019) gehen auf die Oberstufenschulen (etwa 375) nach der neunten Klasse. In der allgemeinbildenden Sekundarstufe II werden die Schüler nach einer Aufnahmeprüfung drei weitere Jahre unterrichtet und in einem Kurssystem bis zum Abitur geführt. Oberstufenschulen (lukios) können ihre Schüler aufgrund ihrer Noten oder speziellen Eingangsprüfungen selbst aussuchen. Man kann allerdings auch zwischen zwei und vier Jahren dafür in Anspruch nehmen. Bei Nichtbestehen gibt es die Möglichkeit einer Wiederholungsprüfung (Uusinta). Die Abiturprüfung wird in Finnland zentral organisiert, und die jeweiligen Fachprüfungen werden in allen Gymnasien gleichzeitig abgehalten. Die Abiturprüfung umfasst obligatorisch Finnisch, eine Fremdsprache, Mathematik oder ein Fach aus der Geistes- oder Naturwissenschaft.

#### Ausbildung auf der berufsbildenden Sekundarstufe II
2019 entschieden sich über 40 Prozent aller Schüler für die berufliche Grundausbildung mit einer Abschlussprüfung an einer Berufsschule (etwa 100). Beide Abschlüsse zählen zur sekundären Bildung und gelten als allgemeine Hochschulzugangsberechtigung. Der Weg der berufsbildenden Sekundarstufe II kann im Rahmen einer Berufsausbildung oder einer Lehre absolviert werden. In sieben verschiedenen Sektoren werden Berufsqualifikationen angeboten. Dazu zählen: Technik und Verkehr, Handel und Verwaltung, Naturressourcen, Ernährung und Wirtschaft, Soziales und Gesundheit, Kultur und Freizeit/Sport. Neben den klassischen Berufsschulen, die eine weitgehend vollzeitschulische Berufsausbildung mit einer Ausbildungsdauer von in der Regel drei Jahren anbieten, gibt es berufsspezifische berufliche Schulen. Hierzu gehören z. B. die technischen Schulen, die landwirtschaftlichen Schulen, die Handelsschulen oder die Schulen für Sozialberufe.
Jede Berufsausbildung umfasst mindestens 20 Studienwochen Ausbildung am Arbeitsplatz sowie Kurse in den Kernfächern sowie Wahlfächer. Träger der beruflichen Bildung sind 55 Gemeinden, 70 Verbände, 95 private Gesellschaften und Stiftungen sowie fünf berufliche Sonderschulen. In Finnland werden die Auszubildenden auch Studenten genannt und können sich nach einer drei Jahre dauernden beruflichen Grundausbildung für ein nachfolgendes Studium an einer Hochschule befähigen. Der Berufsausbildungsabschluss umfasst eine größere Abschlussarbeit.
Charakteristisch für das finnische Berufsausbildungssystem sind neben der theoretischen Ausbildung Abschnitte in eigenen Werkstätten sowie ein Werkspraktikum.

### Inklusion
Es gibt nur wenige Förderschulen (für Gehörlose und geistig Behinderte). Schüler mit Lernschwierigkeiten, Teilleistungsstörungen (Dysphasien, LRS) und Verhaltensauffälligkeiten werden in den normalen Schulen durch Zusatzprogramme gefördert. Diese Förderung geschieht in Kleingruppen oder in Einzelförderung. Die sonderpädagogischen Maßnahmen finden nach Feststellung einer Schwäche statt. Etwa 12 % bis 13 % aller Schüler bekommen eine spezifische Förderung. Teilweise werden Schüler mit Defiziten oder Verhaltensauffälligkeiten in einzelnen Fächern zu Sonderklassen zusammengefasst und von Lehrern mit Spezialausbildung unterrichtet. Die Zahl dieser sonderpädagogischen Klassen innerhalb der Regelschulen hat sich erhöht.

## Universität und Fachhochschule
Das finnische Hochschulsystem besteht aus den Universitäten und den Fachhochschulen. Die Dauer eines Studiums beläuft sich auf etwa vier bis fünf Jahre. Fachhochschulen sind praxisorientierter; in den Universitäten liegt der Schwerpunkt auf der wissenschaftlichen Forschung und Lehre. In der Universität können sowohl niedere Bachelor-Examen und höhere Master-Examen sowie Lizenziaten- und Doktorprüfungen abgelegt werden.

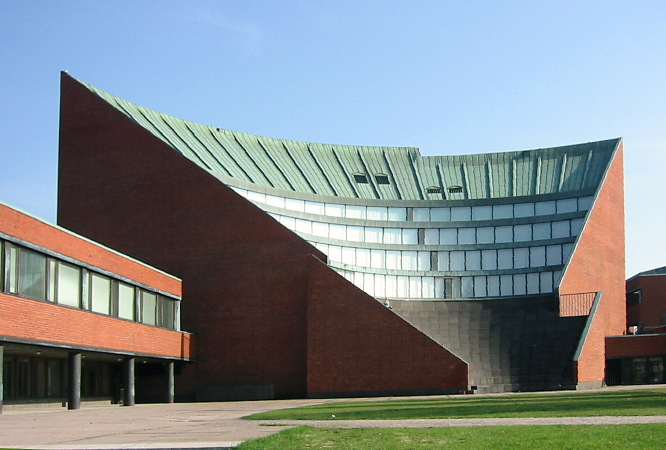
Hauptgebäude der Aalto-Universität in Espoo. Das Gebäude wurde von Alvar Aalto entworfen.

Die Universitäten beruhen auf der Freiheit der Wissenschaften und der Autonomie. Dazu zählen weitreichende Entscheidungskompetenzen in den Angelegenheiten der Prüfungsordnung, Lehrplan und die Anzahl der aufzunehmenden Studienanfänger. Von den 15 finnischen Universitäten werden 13 vom finnischen Staat und zwei (die Aalto-Universität und die Technische Universität Tampere) von Stiftungen getragen. Die Universitäten werden größtenteils über öffentliche Mittel finanziert. Studiengebühren werden nicht erhoben. Aufnahmeprüfungen mit starker Selektion sind üblich, z. B. an der Universität Helsinki mit einer Ablehnungsquote von bis zu 90 %.
Universitäten sind zur Wahrung der gleichen Studienmöglichkeiten über das ganze Land verteilt. Eigene Universitäten oder Zweigstellen anderer Universitäten gibt es u. a. in Espoo, Helsinki, Joensuu, Jyväskylä, Kuopio, Oulu, Rovaniemi, Savonlinna, Tampere, Turku und Vaasa. Von den 15 Universitäten sind 10 multidisziplinäre Universitäten, zwei Technische Universitäten, eine Wirtschaftsuniversität und eine Kunstuniversität. In Helsinki gibt es darüber hinaus eine Militärhochschule (finn. Maanpuolustuskorkeakoulu). Daneben existiert auch eine staatliche Fernuniversität, Avoin yliopisto – Open University of Finland.
Siehe auch: Liste der Universitäten in Finnland
Das Fachhochschulwesen ist relativ jung in Finnland. Erst in den 1990er Jahren wurde es geschaffen. Voraussetzung für ein Studium an einer Fachhochschule ist das allgemeinbildende Abitur oder eine abgeschlossene Berufsausbildung. Im Gegensatz zu den Universitäten befinden sich die Fachhochschulen nicht in der Hand der Zentralregierung, sondern werden von den Kommunen oder privaten Institutionen getragen. Die Basisfinanzierung in Höhe von 57 % gewährleistet jedoch auch der Finnische Staat. Die berufsorientierten Studiengänge dauern zwischen 3,5 und 4 Jahren.

An den Fachhochschulen wird in den Bereichen Technik und Verkehr, Verwaltung und Handel, Sozial- und Gesundheitssektor, Tourismus-, Ernährungs- und Hauswirtschaftssektor, Ressourcenwirtschaft sowie dem geisteswissenschaftlichen Unterrichtssektor Lehren erteilt.
An den Universitäten und Fachhochschulen gibt es für 65 % der Angehörigen eines Jahrgangs Anfängerstudienplätze. Bildungspolitisches Ziel ist es, dass ein immer größer werdender Anteil der Bevölkerung einen höheren Ausbildungsabschluss absolviert. Gleichzeitig werden immer mehr Ausbildungen als Studium deklariert, z. B. die zur Krankenschwester oder zum Feuerwehrmann.
Siehe auch: Liste der Fachhochschulen in Finnland

## Internationale Vergleiche

### PISA-Ergebnisse
In den PISA-Studien der OECD lieferten finnische Schüler im Mittel weit überdurchschnittliche Leistungen; mit Japan, Korea, Kanada gehörte Finnland zur Spitzengruppe (2000), lag in allen Testgebieten auf einem der vier ersten Rangplätze und wurde weithin als „Testsieger“ dargestellt. Die finnische Öffentlichkeit war über die Ergebnisse weniger glücklich: Man war erschrocken über den großen Unterschied der Leseleistung zwischen Mädchen und Jungen und über den Befund, dass finnische Schüler vergleichsweise ungern zur Schule gehen. Nichtsdestoweniger setzte sich zumindest im deutschen Sprachraum die Meinung durch, das finnische Bildungssystem sei das beste der Welt. Als Gründe für diesen Erfolg wurden im Besonderen die Homogenität der finnischen Gesellschaft, eine Lesetradition, nicht synchronisierte Fernsehfilme mit Untertiteln, die hervorragende Personal- und Finanzausstattung der Schulen, individuelle Förderungsmaßnahmen, die Autonomie der Schulen und die wirkungsvollen Qualitätskontrollen genannt. Die Ergebnisse von 2018 setzen die gute Bilanz fort.
Kritik an den PISA-Studien wies darauf hin, dass sich der finnische Erfolg zu einem guten Teil allein dadurch erklärt, dass es in Finnland im Vergleich zu den meisten europäischen Ländern nur wenig Einwanderung gibt. Schwedischsprachige Finnen schneiden im Übrigen systematisch etwas schlechter ab als finnischsprachige, zum Teil sogar schlechter als schwedische Schüler, was darauf hindeuten könnte, dass sich auch die sprachliche Gestalt der finnischen Testaufgaben günstig auswirken könnte.

### Hochschulrankings
Bei internationalen Hochschulrankings, bei denen es im Gegensatz zu PISA weniger um relative Qualität als um absolute Zahlen (Anzahl der Publikationen und Zitierungen usw.) geht, sind die Spitzenplätze für Finnland bisher unerreichbar gewesen. Die bestplatzierte finnische Universität ist regelmäßig die Universität Helsinki. Im Shanghai-Ranking der 1000 besten Universitäten der Welt 2020 lag sie mit 28,5 Punkten auf Platz 74 (zum Vergleich: die bestplatzierte deutsche Universität war die Ludwig-Maximilians-Universität München mit 32,3 Punkten auf Platz 51; auf Platz 1 lag die Harvard University mit 100 Punkten). Von den insgesamt 20 finnischen Universitäten und Hochschulen konnten sich 8 auf der Liste der 1000 besten Universitäten der Welt platzieren (Deutschland 49). Somit gibt es in Finnland ca 1,5 Top-1000-Universitäten pro 1 Mio. Einwohner (Deutschland: 0,6).

## Erwachsenenbildung
Da das Ausbildungsniveau der älteren Bevölkerung niedriger ist als das der jüngeren, nahm in den vergangenen zwanzig Jahren die Erwachsenenbildung in der finnischen Bildungspolitik einen wichtigen Stellenwert ein. Neben der Möglichkeit, die gymnasiale Oberstufe mit dem Abitur als Erwachsener zu absolvieren, bieten Universitäten, Fachhochschulen, Berufsfachschulen, Volkshochschulen und Zentren für berufliche Erwachsenenbildung etwa 10 Millionen Unterrichtsstunden im Jahr an.
Das Interesse an diesem Angebot ist groß. Jährlich nehmen etwa 1,75 Mio. Menschen aus eigenem Antrieb an den organisierten Kursen für Erwachsene teil.

## Geschichte

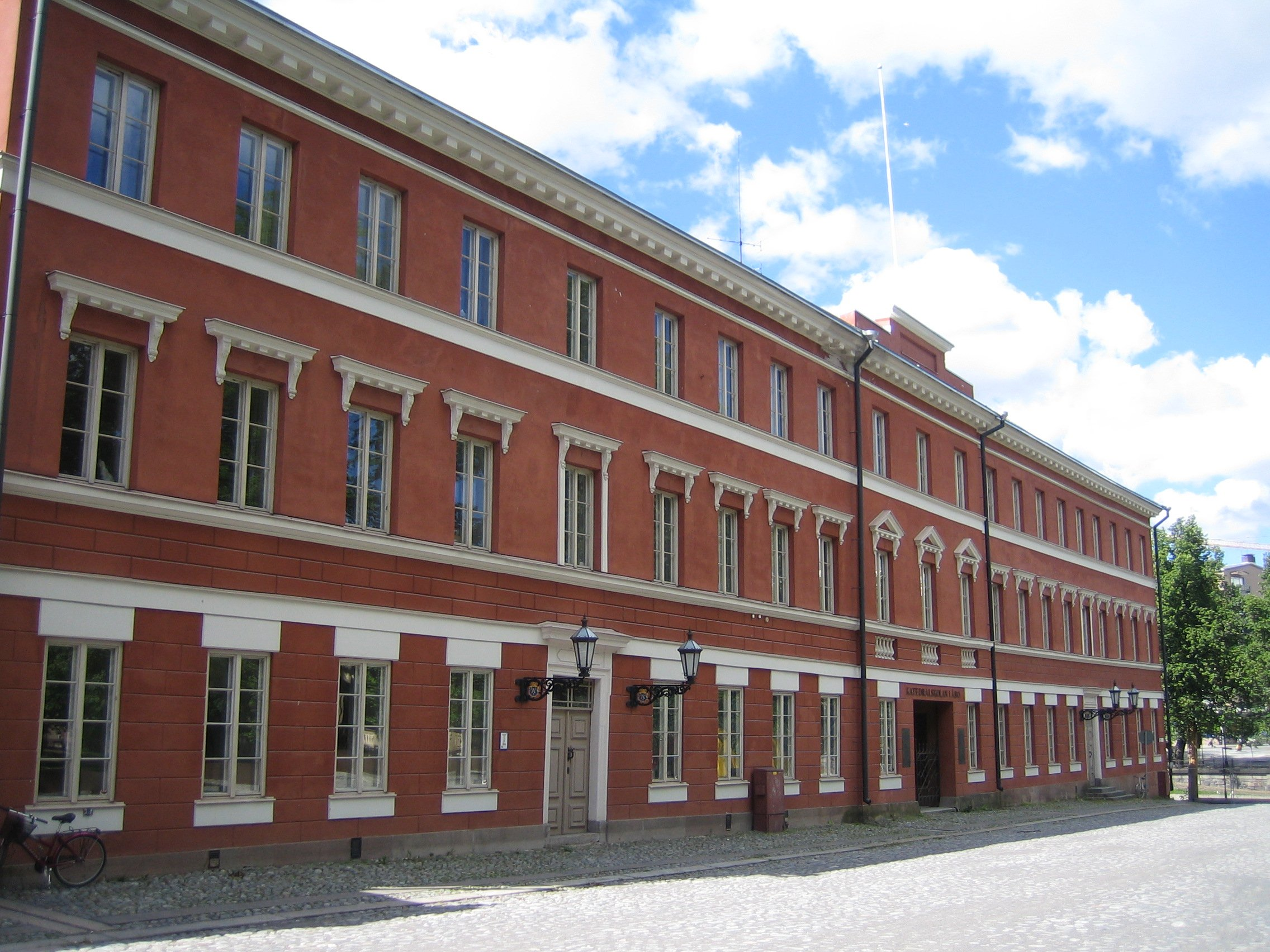
Kathedralschule in Turku

In der Bischofsstadt Turku wurde Anfang des 14. Jhts. eine Kathedralschule eingerichtet. Auch in Wyborg, Rauma und Naantali dienten Klosterschulen der Ausbildung von Geistlichen. Die meisten Bischöfe von Turku des 14. und 15. Jahrhunderts haben in Paris studiert. Dann wurde Deutschland zum Zentrum neuer Strömungen, insbesondere des Humanismus und im Buchdruck. Vor allem die lutherische Reformation erreichte Finnland, Michael Agricola studierte in Wittenberg. Die erste finnische Universität war die Königliche Akademie zu Turku, 1640 von Schweden gegründet. Gemäß der Schulordnung von 1649, die bis 1843 gültig blieb, gliederte sich das Schulsystem in drei Stufen: die untere Trivialschule, die obere Trivialschule und das Gymnasium. Um 1650 gab es in Finnland zwei Gymnasien und sechs Trivialschulen, außerdem etwa 20 ‚Pädagogien’, Bürgerschulen der mittleren Bildungsebene. Johannes Gezelius der Ältere (1615–1690), der ‚Vater der finnischen Volksbildung’, stellte 1673 seine neue Lehrmethode vor: eine Dialogmethode. Das Kirchengesetz 1686 verfügte, jeder müsse lesen können und eine religiöse Texte auswendig lernen. Der Rhetorikprofessor in Turku Henrik G. Porthan hielt um 1800 zuerst Vorlesungen in Pädagogik und Didaktik. Die Volksschule im russischen Großfürstentum Finnland wurde durch die Volksschulverordnung 1866 gegründet. Diese wurde kaum durchgesetzt, erst mit der Unabhängigkeit bestand seit 1921 eine allgemeine Lernpflicht. Die Schuldauer wurde auf 8 Jahre festgelegt. Bis 1939 wurde dies auch in der Fläche durchgesetzt. Der maßgebliche Pädagoge dieser Umbruchjahre war Albert Lilius, der sich für die experimentelle Pädagogik in Deutschland und den USA interessierte.

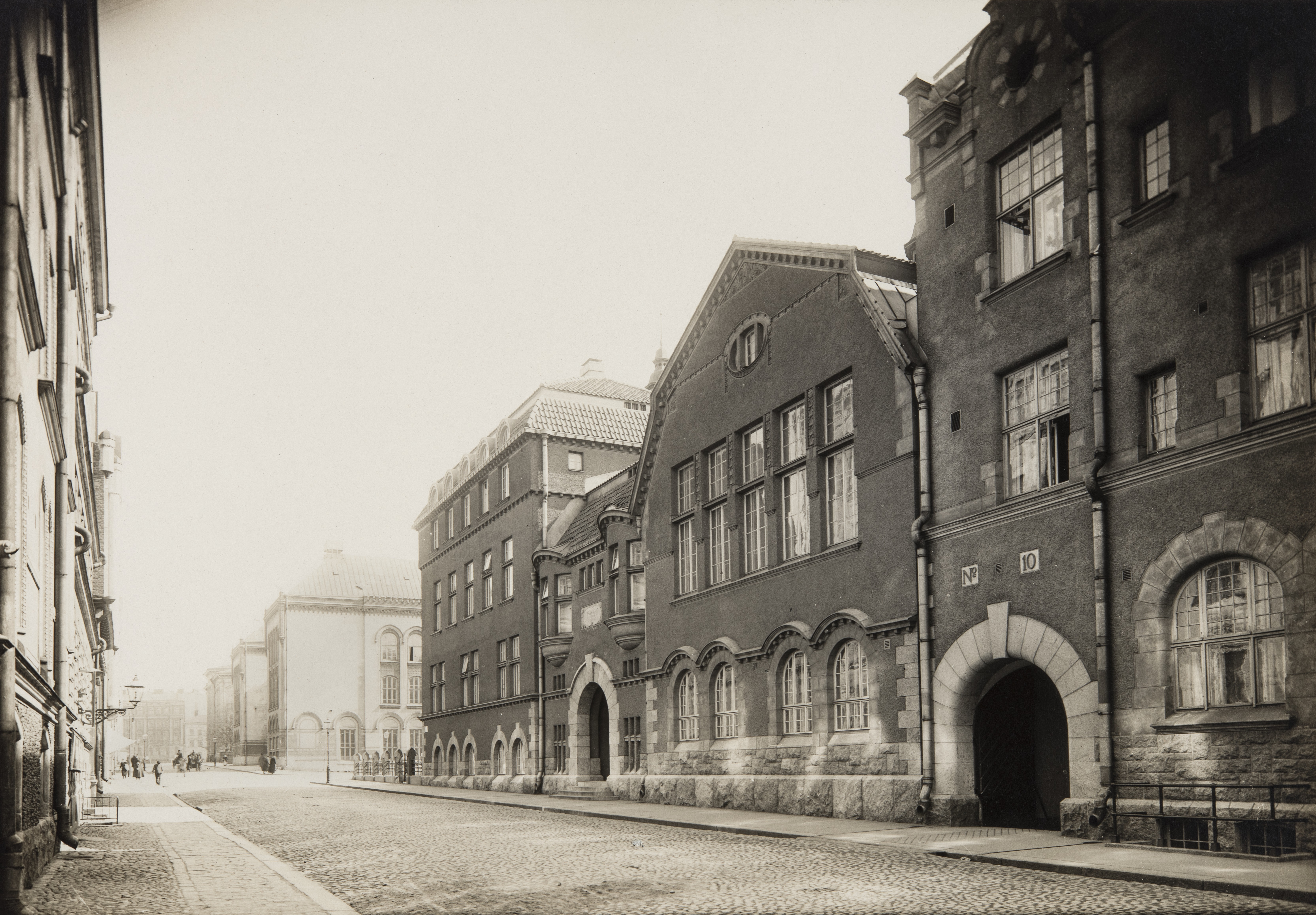
Lyzeum Helsinki 1910

Nach dem Krieg ging es zunächst um den Wiederaufbau, doch zunehmend wurde die 7-jährige Volksschule als ungenügend empfunden und die Landschulen galten als besonders defizitär. In einem politischen Klima mit linken Mehrheiten wurde auch die frühe Auswahl von Kindern für Gymnasien und Lyzeen kritisiert. 1968 entschied sich die parlamentarische Mehrheit für ein integriertes Schulsystem. Zwischen 1972 und 1977 wurden Einheits- bzw. Gemeinschaftsschulen mit den Klassenstufen 1 bis 9 eingeführt. Zunächst wurden die Schüler in drei Niveaukurse aufgeteilt, besonders auf Drängen der Mathematik- und Fremdsprachenlerner. Die gymnasiale Oberstufe – 1970 von etwa einem Drittel der Gesamtschulabgänger besucht, ein Jahrzehnt später etwa von der Hälfte – wurde 1982 reformiert und auf Kurse, keine Klassen mehr umgestellt. Die Niveaukurse der Gesamtschuloberstufe und damit die Einteilung nach Leistung wurden 1985 abgeschafft.
Als die deutsche Presse 2001, nach Veröffentlichung der ersten PISA-Ergebnisse, auf das finnische Bildungssystem aufmerksam wurde, wurden diese Reformen der 1960er und 1970er Jahre teilweise als Übernahme des Schulsystems der DDR dargestellt. Paavo Malinen, der für das finnische Unterrichtsministerium die Länder des Ostblocks bereist hat, relativiert den Einfluss der DDR auf das finnische Schulsystem deutlich: „Der Empfang [in der DDR] war immer freundlich und die Gastgeber wünschten, dass man über ihre Errungenschaften … berichten würde, aber die Arbeit in der Schule wirkte immer sehr förmlich und pädagogisch steif.“ Tatsächlich war die Struktur der Grundschule dem schwedischen Modell nachempfunden, das aber weiter modifiziert wurde, um die individuellen Lernvoraussetzungen besser berücksichtigen zu können.
Durch die Einführung der neuen Lehrpläne 1994 wurde die Verantwortlichkeit der Kommunen und Schulen gestärkt. Gleichzeitig wurde statt der Schulaufsicht die schulische Evaluation eingeführt und die Schule für die Informationsgesellschaft geöffnet. Neben dem regulären Schulbetrieb werden landesweite Fortbildungs- und Schulprojekte für Fremdsprachenvielfalt, Mathematik und Naturwissenschaften sowie Förderung der Lesekompetenz durchgeführt. Seit 1998 regelt das Gesetz den heutigen Gesamtschulunterricht.